# Руслан Нигматулин
Руслан Нигматулин е бивш руски футболен вратар. Футболист на годината в Русия за 2001 година. Държи рекорда за най-много минути без допуснат гол в шампионата на Русия. От 2011 е вицепрезидент на руския профсъюз на футболистите, съдиите, треньорите и администраторите.

## Кариера
Започва кариерата си в Камаз Челни. Там играе 2 сезона. През 1994 е закупен от Спартак Москва за заместник на Станислав Черчесов, който е продаден на Динамо Дрезен. Въпреки това, Нигма губи титулярното си място от Александър Филимонов. През 1998 е купен от Локомотив Москва. Там той става неизменен титуляр, след като Сергей Овчинников отива в Бенфика. През 2001 става футболист на годината в Русия. Повикан е за Мондиал 2002. Там той е титуляр за сметка на Черчесов и Филимонов. През същата година е купен от италианския Верона. Той не успява да се наложи и се връща в Русия с екипа на Цска Москва. Там е под наем за втория полусезон на 2002 година. След това играе за Салеритана. През 2003 се завръща в Локомотив. Там обаче е резерва за сметка на Сергей Овчинников. През 2005 пази за Терек Грозни. След кошмарният сезон на Терек, в който те изпадат, Нигма решава да сложи край на кариерата си. През 2008 се завръща във футбола с екипа на СКА Ростов-отбор от 1 дивизия. След половин година там, играе за дублиращия тим на Локомотив. В средата на 2009 подписва с израелския Макаби Ахи. След това слага край на кариерата си за втори път. През април 2012 получава предложение да играе за отбора на Русия по плажен футбол, а няколко дена по-късно подписва с отбора по плажен футбол на Локомотив (Москва).

## Извън футбола
Между 2005 и 2008 Нигматулин е спортен журналист. От 2010 е DJ в нощен клуб „Рай“ в Москва. Същата година изнася представление на стадион Локомотив преди мача между Локомотив и Спартак Москва. Най-известните му тракове са „Нигматика“ и „Симфония“.